# Ordre du prince Danilo Ier
Pour les articles homonymes, voir Danilo.

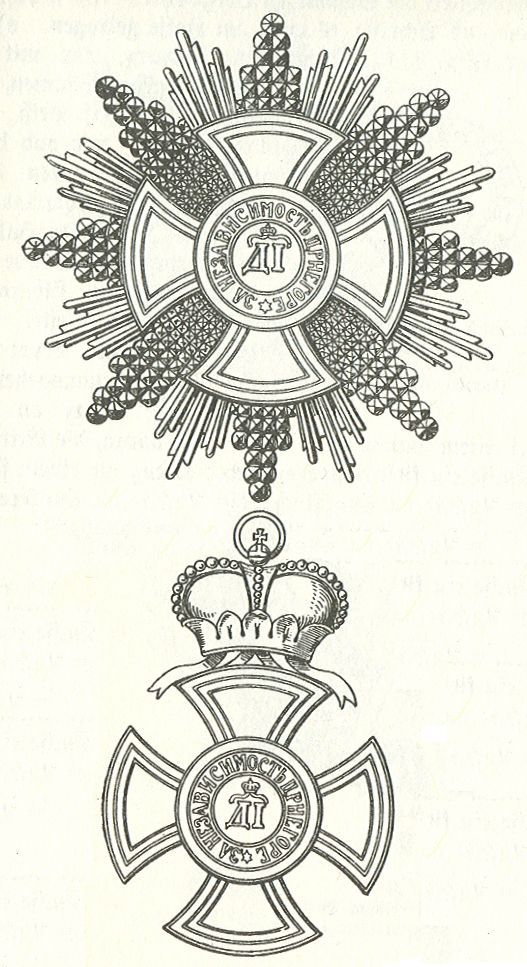
Ordre du prince Danilo Ier

Ruban de l'ordre

L'ordre du prince Danilo Ier (en monténégrin : Орден Књаза Данiла I, Orden Knjaza Danila I) est un ordre dynastique de la maison royale Petrović-Njegoš, au Monténégro. Il fut instauré en 1853 par le prince Danilo Petrović-Njegoš.

## Histoire
L'ordre du prince Danilo Ier fut instauré en l'honneur de l'indépendance de la principauté du Monténégro, en 1853. La décoration est actuellement attribuée par le prince héritier Nikola Petrović-Njegoš, en l'honneur d'une contribution significative à la préservation de l'indépendance monténégrine. Les conditions dans lesquelles l'ordre est attribué sont définies par son statut.
L'aspect de la décoration originale fut modifié à plusieurs reprises et l'ordre subit deux restructurations durant le règne du roi Nicolas Ier. La première vit l'introduction de trois grades, en 1861, tandis qu'un grade supplémentaire fut l'objet de la seconde, en 1873. Avec cette dernière modification, première et deuxième classes comportent chacune une étoile.
Le 4 juin 2005 eut lieu, dans la capitale historique de Cetinje, le premier gala de l'ordre depuis 90 ans.

## Officiers
- Grand maître, Nicolas, prince du Monténégro
- Vice-grand maître, Boris, prince héréditaire du Monténégro
- Grand chancelier, Boris, prince héréditaire du Monténégro (2012)[1]
- Grand préfet, John James, GCDO

## Grades
- Grand-croix (1re classe) [GCDO]
- Chevalier commandeur/Dame commandeur (2e classe) [KCDO/DCDO]

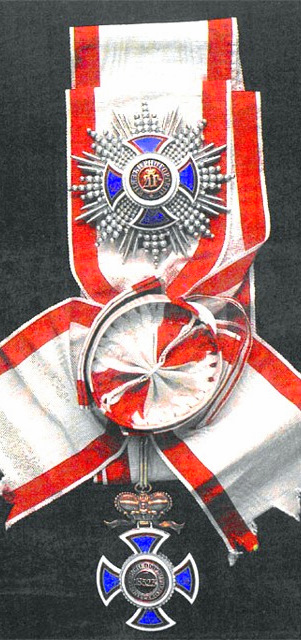
Décorations d'un grand-croix de l'Ordre

- Chevalier/Dame (3e classe) [KDO/DDO]
- Lieutenant (4e classe) [LDO]
- Membre (5e classe) [MDO]

| Barrette                 | Barrette                         | Barrette              | Barrette               | Barrette           |
| ------------------------ | -------------------------------- | --------------------- | ---------------------- | ------------------ |
| Grand croix (1re Classe) | Chevalier commandeur (2e Classe) | Chevalier (3e Classe) | Lieutenant (4e Classe) | Membre (5e Classe) |

## Récipiendaires notables
La liste inclut :
- S.M.I. Alexandre III, empereur de Russie
- S.M.I. Nicolas II, empereur de Russie
- S.M.I. François-Joseph Ier, empereur d'Autriche
- S.M. Christian X, roi de Danemark
- S.A.R. le prince Arthur, duc de Connaught et de Strathearn
- Nikola Tesla
- Artur Schnabel
- Sol Butler
- Ulysses Lappas
- le baron Eugen d'Albori
- le baron Wladimir Giesl de Gieslingen
- S.A.R. la princesse Francine de Monténégro[3]
- S.A.R. la princesse Altinaï de Monténégro
- S.A.Em. Fra' Andrew Bertie, prince et grand maître de l'ordre souverain de Malte[4],[5]
- S.A.S. Albert II, prince souverain de Monaco[6]
- S.A. le prince Nicolas, prince de Russie
- S.A.S. le prince Dimitri, prince de Russie[7]
- S.A.R. le prince Vittorio Emanuele di Savoia, prince de Naples et de Savoie
- S.A.R. le prince Emanuele Filiberto di Savoia, prince de Venise et de Piémont
- S.A.R. le prince dom Duarte Pio de Bragança, « duc de Bragance »[8]
- S.A.I.R. l'archiduc Lorenz d'Autriche-Este, prince de Belgique
- Le Général Charles Gaspard, comte Saski
- Le Général Henry Marabail
- le prince Henri d'Orléans, « comte de Paris », « duc de France »[9]
- S.A.R. le prince Ferdinando di Borbone, « duc de Castro » [10]
- S.A.R. le prince Carlo di Borbone, « duc de Castro »[11]
- S. E. Filip Vujanović, président de la République du Monténégro[12],[13]
- S. E. Nebojša Kaluđerović, ambassadeur du Monténégro aux Nations unies[14],[15]
- S. E. Antun Sbutega, ambassadeur du Monténégro près le Saint-Siège et l'ordre souverain de Malte [16],[17]
- S. E. John Gvozdenović Kennedy, GCDO (Étoile de diamant et Collier), OStP, ex grand chancelier
- Gunnar Riebs, consul-général de la République slovaque

## Culture populaire
L'ordre est cité dans le roman Gatsby le Magnifique.